# ジアセチル
ジアセチル（diacetyl, IUPAC名 2,3-ブタンジオン 2,3-butanedione）は、2つのアセチル基がカルボニル基の炭素同士で結合した有機化合物である。ジケトンの一種で、化学式 C4H6O2 で表される。かつて醸造業界では前駆体や同族体を含めダイアセチルとも呼ばれた。食品の品質低下時の特徴的な臭気として捉えられている。
特徴的な香りを持ち、発酵飲料・食品の品質に大きな影響をもたらす。引火性であり、特に空気との混合蒸気は爆発性を有する。消防法による第4類危険物 第1石油類に該当する。
2013年、主に50代以降にみられる加齢臭ではなく、30代 - 40代の『おやじ臭』の原因物質であることがマンダムによって特定された。皮膚ガスの構成成分の一つである。

## 成因
酵母や乳酸菌などの微生物による発酵の際に生成するほか、コーヒーなどの原料の加熱処理の際に炭水化物の分解によって生じる場合がある。

### 酵母
酵母細胞内で、ピルビン酸と活性アセトアルデヒドとがpH8アセト乳酸合成酵素による縮合で、バリン生合成の中間体としてアセト乳酸が生成される。アセト乳酸は酸化的脱炭酸分解によりジアセチルとなる。ジアセチルは酵母によりアセトインに還元されるため、活性の高い酵母が存在する場面ではジアセチルは存在しにくい。アセトインは更に、アセトインリアクターゼにより2,3-ブタンジオールに還元される。この反応と並行して、スレオニンが脱アミノ化して生じた2-ケト酪酸と活性アセトアルデヒドとがpH8アセト乳酸合成酵素により、イソロイシン生合成の中間体として生成されたアセトヒドロキシ酪酸から2,3-ペンタンジオンが生成される。

### 乳酸菌
1920年代に乳酸菌によりジアセチルが生成されることが明らかになった。当時はアセトインの酸化によるものと考えられていたが、現在では、1959年にド・マンが証明した、酵母の場合と同様に乳酸菌により生成されたアセト乳酸の酸化的脱炭酸分解による経路と、1968年にコリンズらが提唱した、アセチルCoAと活性アセトアルデヒドの生合成による経路の2つが考えられている。後者については現在でも議論がなされている。乳酸菌細胞内でのアセト乳酸生成はpH6アセト乳酸合成酵素によるものであり、アセト乳酸の生成量は酵母に比べて多いがアセトヒドロキシ酪酸の生成量は非常に少ない。

### 合成法
人工的には、メチルエチルケトンに亜硝酸ナトリウムと塩酸を加え、加水分解して製造される。

## 食品における香りの評価
ジアセチルは強いバター様・チーズ様の匂いを持ち、低濃度では蒸れたような匂いを発する。共存する物質により異なるが、弁別閾値は低く、製品中0.1mg/L程度の濃度で問題となる。2,3-ペンタンジオンも同様の匂いを持つが、揮発性が低いため匂いは弱い。一般に、発酵バターや一部のチーズなど乳酸発酵により製造される乳製品には不可欠な香りであるが、酒類などアルコール発酵により製造される飲食品では好ましくない異臭とされる。

### 乳製品
発酵バターにおけるジアセチルの最適濃度は2mg/Lとされているが、日本では0.5mg/L程度のものが好まれる。香気生成菌によるジアセチル生成促進のためクエン酸が、香気生成菌の増殖・アセトアルデヒドの減少促進のためマンガン塩が添加される。カッテージチーズなどの非熟成チーズでも適度のジアセチル臭は好ましいものとされるが、熟成チーズにおいては、熟成期間中にジアセチル臭は減少し、熟成チーズ特有の風味が強くなるためジアセチルはあまり問題とならない。ヨーグルトや乳酸飲料の場合はジアセチル臭よりアセトアルデヒドの香りの方が好まれる。ケフィアは発酵に酵母を使うため、ジアセチル臭・アセトアルデヒド臭とも消失する。

### 酒、食酢
清酒の醸造において、発酵途中での細菌汚染を腐造、濾過工程後の乳酸菌汚染を火落ちと呼ぶ。清酒酵母はジアセチルの還元能力は高いが、腐造や火落ちにより生じるジアセチル臭は「つわり香」「火落ち香」と呼ばれ、あってはならないものとされている。アセト乳酸生成を早期に終結させる、アセト乳酸の分解に要する期間を十分にとるなどの方法によりジアセチル臭発生を制御している。また、濾過後の酵母の添加や過酸化水素・活性炭処理などによりジアセチルを除去する方法も採られている。
ビール醸造の場合、前発酵段階の前半で生成したアセト乳酸は前発酵後期には減少しはじめる。発酵時の麦汁の温度が高めであったり、酸素の供給量が過剰だと酵母がバリンを消費し尽くし、バリンの持つアセト乳酸合成酵素に対する阻害効果が損なわれるため、アセト乳酸の生成が増える。このため、発酵開始時の温度を出来るだけ低めにする、酵母を一定限度以上増殖させないなどの対策が取られている。
ワイン醸造の場合は、1次発酵段階ではブドウ果汁の窒素分が少ないため酵母の増殖が早期に終了する。そのためアセト乳酸の生成も早期に終わり、ジアセチルは酵母によってアセトインに還元され、消失する。熟成段階においては、乳酸菌によるマロラクティック発酵によりジアセチルが生成する。赤ワインでは濃度4mg/L程度であれば香りの成分として有用であるが、清涼感が求められるシードルでは、ない方がよい香りとされている。
食酢においても、日本では「むれ香」「つわり香」と呼ばれ、特にドレッシング用では好ましくない匂いとされている。但し、寿司・漬物用の米酢ではわずかなジアセチル臭は好まれる。日常より匂いの強い発酵乳製品を摂取している欧米では、ドレッシング用でもジアセチル臭の強い酢が用いられる。また、中国でも肉料理に合うとして、ジアセチル臭の強い酢が使われている。

### 香料
食品用フレーバーとして、マーガリンや、バター・チーズ風味のスナック菓子、ワインやビネガーなどへの添加、ラベンダー油などの合成精油の調合に用いられる。最終製品における使用濃度は2.5~35ppm。

## 毒性
香料としてジアセチルを使用する工場の労働者において閉塞性細気管支炎が発症することがあり、ジアセチルとの関連が疑われている。半数致死量は、ラットに経口投与した場合1.58g/kg、ウサギに経皮投与した場合5g/kg以上。